# Energie+
Energie+, kennisplatform lokaal duurzaam opgewekt is een onafhankelijk kennisplatform voor energieprofessionals met een technische en beleidsmatige interesse in de verduurzaming van de energievoorziening. De onderwerpen energieopwekking, -besparing en -efficiency staan hierbij centraal. Energie+ heeft een wekelijkse nieuwsbrief en een website. Het vakblad verschijnt zes keer per jaar.

## Historie
Energie+ werd voor het eerst uitgegeven in 1980, toen nog onder de naam Duurzame Energie. Tot 1999 werd het uitgegeven door de stichting Tijdschrift Duurzame Energie. Sinds 1999 werd Duurzame Energie uitgegeven door uitgeverij Aeneas in Boxtel. In 2005 is de naam veranderd in Energie+.

## Inhoud
Energie+ beschrijft actuele ontwikkelingen in de duurzame energiesector. Het kan daarbij bijvoorbeeld gaan over beleid of politiek, maar ook over nieuwe technieken en innovaties. Regelmatig publiceert Energie+ opiniestukken van topmensen uit de duurzame energiewereld. 
In de rubriek Brandstof wordt een onderwerp van alle kanten belicht. Meningen van verschillende partijen komen hierin aan de orde, daarnaast ligt de focus op feitelijke informatie. De Brandstof probeert dan ook duidelijkheid te scheppen over actuele energieonderwerpen, zoals schaliegas, kernenergie en energieopslag. Andere rubrieken in het vakblad zijn interview, lokaal, internationaal en de casus. 
Energie+ wil met kennis bijdragen aan de duurzame energietransitie. Het platform probeert daarom duidelijkheid te scheppen over de vele mogelijkheden in de energiemix en welke energievormen in welke mate bijdragen aan die transitie.

## Redactionele formule
De doelgroep van Energie+ bestaat uit energieadviseurs, ingenieurs, architecten, installateurs, politici, beleidsmakers en energieproducenten en -leveranciers. 
In Energie+ verschijnen artikelen die geschreven zijn door journalisten, specialisten uit de energiesector en academici. Alle artikelen worden geredigeerd door de eindredactie van Energie+. De inhoud van het blad wordt bepaald door hoofdredacteur Jacques Kimman in overleg met de eindredactie. Om koers en inhoud van Energie+ te bewaken is er een redactie aangesteld, die bestaat uit vakspecialisten uit de energiewereld. 